# Аднан аль-Малкі
Аднан аль-Малкі ( араб. عدنان المالكي) ‎(1918, Дамаск, Арабське Королівство Сирія — 22 квітня 1955, Дамаск, Сирійська Республіка) — сирійський військовий офіцер і політичний діяч у Сирії в 1940-1950-х роках. Він обіймав посаду заступника начальника штабу сирійської армії і був однією з найпотужніших фігур в армії та національній політиці до свого вбивства, яке було звинувачено бойовика Сирійської соціал-націоналістичної партії (ССНП) у 1955 році. На момент вбивства він мав звання полковника сирійської армії.
Вбивство аль-Малькі призвело до репресій проти ССНП у Сирії.

## Раннє життя
Аднан аль-Малькі народився в 1918 році в заможній та престижній дамаській родині. Родина Аль-Малкі спочатку була північноафриканськими улемами, які навчалися в школі юриспруденції Малікі.

## Військова кар'єра
Аднан аль-Малкі закінчив Військову академію Хомса в 1935 році.
У 1951 році президент Адіб аль-Шішаклі оголосив поза законом більшість політичних партій Сирії. Аль-Малкі, стурбований діями президента, закликав до  об'єднання партії Баас і Арабської соціалістичної партії. Ця нова консолідована партія стала відомою як Арабська соціалістична партія Баас наприкінці 1952 року.
У 1953 році аль-Малькі подав меморандум, в якому закликав полковника Шішаклі в аеропорту Дамаска після його повернення з Каїра звільнити всіх політичних в'язнів і покласти край однопартійному правлінню. Це призвело до його ув'язнення в 1954 році. Після падіння авторитарного правління аш-Шішаклі над Сирією аль-Малкі було відновлено в армії та призначено заступником начальника штабу.

## Погляди та приналежність до партії Баас
Аль-Малькі ніколи не був членом партії Баас. Він був близький до військового керівництва Баас, а його брат Ріяд довгий час був баасистом. Аль-Малкі був насеристом, а також арабським націоналістом.Це суперечило, зокрема, поглядам сирійських націоналістів ССНП, які шукали єдності з Ліваном, Йорданією, Іраком і Палестиною замість Єгипту.

## Вбивство
У п’ятницю, 22 квітня 1955 року, старші офіцери, включно з Аднаном аль-Малкі, вирушили на муніципальний стадіон Дамаска, щоб підтримати футбольну команду армії проти команди Єгипту. Аль-Малкі сидів у VIP-ложі разом із генералом Шукайром і єгипетським послом. На половині гри сержант військової поліції Юніс Абдул Рахім зробив два постріли в аль-Малкі з револьвера, вбивши його. Можливо, Абдул Рахім мав особисту мотивацію вбивства, оскільки за кілька місяців до того аль-Малкі відмовив йому у вступі до Військової академії Хомса з релігійних причин.Невдовзі після цього Абдул Рахім спробував покінчити життя самогубством, однак пістолет заклинило, і він покінчив життя самогубством із запасної зброї. Згідно з іншими джерелами, Абдул Рахім діяв не за власний рахунок, а вбив аль-Малкі за особистим наказом тодішнього лідера партії CCНП Джорджа Абд аль-Масіха. За словами Патріка Сіла - британського журналіста, письменника що спеціальзується на Близькому Сході, за вбивством аль-Малкі стояв двоюрідний брат Аніси Махлуф, Баді Махлуф. З цієї причини його згодом  засудили до смертної кари через повішення.

## Спадщина

Статуя Аднана аль-Малкі. Дамаск, Сирія

ССНП було оголошено поза законом у Сирії. Керівництво партії було заарештовано або заслано.Після вбивства також стався розкол у партії. Партія Баас, яка прийшла до влади в 1963 році, встановила велику статую Аднана аль-Малкі в центрі Дамаска, та перейменувало вулицю на його честь.